# Chronologie der Technik
Dieser Artikel enthält eine Auswahl an chronologisch aufgelisteten Techniken.
Techniken erwachsen aus gesellschaftlichen Kontexten. Die Geschichten von Techniken sind also von Wahrnehmungen und Aushandlungen geprägt. Starre Datierungen sollten somit mit Vorsicht genossen werden.   
| Zeit                | Technik |
| ------------------- | --- |
| Steinzeit           | Beginn: vor etwa 2,6 Mio. Jahren - Steinwerkzeuge, Herstellung von Skulpturen, Knochenwerkzeuge, Holzgerät, Textiltechnik, Speere, Pfeil und Bogen - Feuer machen mit Schlagfeuerzeug oder durch Feuerbohren                                                                                             |
| vor 33.000 Jahren   | Abbau von Feuerstein unter Tage in Ägypten |
| ca. 10.000 v. Chr.  | Erster Gebrauch von gediegenem Kupfer und Kupfererzen als Schmuck im Jordantal |
| ca. 7.000 v. Chr.   | Erste Verwendung von Töpferofen zur Herstellung von Keramik im Nahen Osten |
| um 5.000 v. Chr.    | Erste Kupferverhüttung auf dem Balkan von der Vinča-Kultur |
| ca. 4.000 v. Chr.   | - Brenntechnik von Ton, Töpferscheibe - Anwendung des Rads - Erste Druckverfahren mittels Stempeln |
| ca. 3.500 v. Chr.   | - Entwicklung der Keilschrift (Sumerer) - Sonnenuhren in Indien, China und Ägypten - Erste Entwässerungskanäle im Euphrattal |
| ca. 3.200 v. Chr.   | Erste Verwendung von Eisen als Werkstoff im Nahen Osten |
| ca. 3.000 v. Chr.   | - Entwicklung der altägyptischen Hieroglyphenschrift - Erste Bronzeverhüttung im Nahen Osten |
| um 2.600 v. Chr.    | Chinesischer Kaiser Fu Xi fertigt Dual-Notierung in Form vom Acht Trigrammen und Vierundsechzig Hexagrammen an. |
| ca. 1.500 v. Chr.   | Glasherstellung in Ägypten |
| ca. 1.100 v. Chr.   | Erstes mechanisches Rechenhilfsmittel, der Abakus (Babylonier) |
| ca. 970 v. Chr.     | Erstes Wasserleitungssystem in Jerusalem |
| ca. 900 v. Chr.     | Gesicherte Nachweise zur Eisenverhüttung am Jordan |
| ca. 500 v. Chr.     | Erfindung der Wasserwaage, Anwendung der Hebelgesetze |
| ca. 450 v. Chr.     | Erfindung des Flaschenzugs |
| ca. 300 v. Chr.     | Erste Automaten werden entwickelt (Philon von Byzanz). |
| ca. 250 v. Chr.     | Erfindung der Archimedischen Schraube |
| um 100 v. Chr.      | Papier wird in China erfunden. |
| um 100              | Verwendung von Dampf zum Öffnen von Toren und Entwicklung einer einfachen Reaktionsturbine (Heron von Alexandria) |
| um 300              | Erste nachweisbare alchemistische Forschung (Zosimos von Panapolis) |
| um 400              | - Erfindung des Bucheinbands (zu Beginn Holzdeckel, später Leder) - Gänsefeder als Schreibgerät |
| um 620              | Erfindung des Porzellans in China |
| um 700              | Holztafeldruck, auch Blockdruck genannt, in Ostasien |
| um 700              | Erste Verwendung von Hochöfen in Katalonien |
| um 980              | Das Prinzip der Lochkamera wird beschrieben (Ibn al-Haitham). |
| um 1000             | Erste Anwendung von Schwarzpulver und Raketen in China |
| 10./11. Jahrhundert | Erste Ausbreitung des Wasserrads in Europa, später des Windrads |
| 12. Jahrhundert     | Entdeckung der Schwefelsäure |
| um 1200             | Der Silberstift als Vorläufer des Bleistifts kommt in Gebrauch. |
| um 1280             | Erfindung der Brille |
| um 1450             | - Erfindung des Buchdrucks (Johann Gutenberg) - Erstes Auftreten von Kutschen als Beförderungsmittel |
| um 1500             | Erste Graphitstifte (Bleistift) (Großbritannien) |
| 1452–1519?          | - Spinnrad mit Schwungrad - Mehrläufiges Geschütz (Leonardo da Vinci) |
| 1487–1490           | Leonardo da Vinci fertigt Skizzen eines Hubschraubers an |
| 1510                | Erste Taschenuhr |
| 1519                | Erstmals belegte Schienenbahnen in Bergwerken |
| 1556                | Handbuch über Bergbau und Hüttenwesen (Georgius Agricola) |
| 1569                | Das erste maschinentechnische Buch der Neuzeit (Jacques Besson) |
| 1588                | Erste Lesemaschine (Leserad) (Agostino Ramelli) |
| 1590–1600           | Das Mikroskop wird entwickelt (vermutlich Zacharias Janssen und Vater). |
| um 1600             | Rechenstäbchen als Vorläufer des Rechenschiebers (John Napier) |
| 1608                | Entwicklung der Optische Röhre, Vorläufer von Galileis Fernrohr (Hans Lipperhey) |
| 1609                | Das astronomische Fernrohr wird gebaut und angewendet (Galileo Galilei). |
| um 1620             | Der Rechenschieber wird erfunden (Edmund Gunter und William Oughtred). |
| 1623                | Erfindung der ersten Rechenmaschine mit Zahlrädern mit 10 Zähnen und mit Zehnerübertragung durch Zahnräder zum Zusammenzählen der Teilprodukte (Wilhelm Schickard) |
| 1638 und 1650       | Luftdruck und Vakuum werden entdeckt und angewendet (Evangelista Torricelli, Otto von Guericke). |
| 1640                | Erfindung der Pendeluhr (Galileo Galilei) |
| 1645                | Fertigstellung der ersten gebrauchsfähigen Addiermaschine (Blaise Pascal) |
| 1655                | Verbesserung der Schleiftechnik von Teleskoplinsen (Christiaan Huygens) |
| 18. März 1662       | Erster fahrplanmäßiger Verkehr von pferdebespannten (achtsitzigen) Omnibussen (Paris) → Carrosses à cinq sols |
| 1673                | Verbesserung des Mikroskops (Antoni van Leeuwenhoek) |
| 1679                | Das Dualzahlsystem wird erstmals in Europa in De Progressione dyadica Pars I (vom 15. März 1679, Gottfried Wilhelm Leibniz) erwähnt |
| 1687                | Darlegung der Grundgesetze der Mechanik (Sir Isaac Newton) |
| 1688                | Erstes Spiegelteleskop (Sir Isaac Newton) |
| 1690                | Entdeckung des Prinzips der atmosphärischen Dampfmaschine in Marburg a. d. Lahn (Denis Papin) |
| 1698                | Dampf und Vakuum als Antriebsenergie für eine Wasserpumpe (Thomas Savery) |
| 1704                | Entdeckung des ersten Dampfschiffs-Antriebes in Kassel (Denis Papin) |
| 1712                | Erste verwendbare Dampfmaschine (Thomas Newcomen) |
| 1714                | Erstes Patent auf eine Maschine zum Schreiben (Henry Mill) |
| 1727                | Entdeckung von lichtempfindlichen Silberverbindungen, die später für die Fotografie wichtig werden (Johann Heinrich Schulze) |
| 1745                | Mit der „Kleist’schen Flasche“ bzw. der „Leydener Flasche“ wird unabhängig voneinander von dem Domdechanten Ewald Jürgen Georg von Kleist in Cammin (Pommern) und ein Jahr später von dem Physiker Pieter van Musschenbroek in Leyden erstmals das Kondensator-Prinzip gefunden.                         |
| 1752                | Erfindung des Blitzableiters (Benjamin Franklin) |
| 1768                | Nicholas Cugnot baut einen selbstfahrenden „Dampfwagen“ und führt ihn 1769 in Paris vor. |
| 1769                | Entscheidende Verbesserung von Newcomens Dampfmaschine durch James Watt |
| 1770                | Naturkautschuk als Radiergummi (Joseph Priestley) |
| 1774                | - Wiederverwertung von Altpapier (Justus Claproth) - Die erste Rechenmaschine, die in größerer Stückzahl gebaut wird (Philipp Matthäus Hahn) |
| 1780                | Erfindung der Kopierpresse (Wattsche Presse) (James Watt) |
| 1783                | Heißluftballon (Joseph Michel Montgolfier und Jacques Etienne Montgolfier) |
| 1785                | Der vollmechanisierte Webstuhl Power Loom wird erfunden (Edmond Cartwright). |
| 1794                | Der finnische Chemiker Johan Gadolin entdeckte das erste Seltenerdelement Yttrium. |
| 1799                | - Erfindung der Papiermaschine (Nicholas-Louis Robert) - Erste Batterie durch Alessandro Volta, Vorläufer der Elektrolyse |
| 1801                | Erste Hochdruck-Dampfmaschine von (Richard Trevithick) |
| 1804                | Erste Dampflokomotive in einem Bergwerk (Richard Trevithick) |
| 1805                | Der vollmechanisierte Webstuhl wird mit Steuerungstechnik wesentlich weiterentwickelt (Joseph-Marie Jacquard). |
| 1821                | Erste Einschienenbahn (Henry Robinson Palmer) |
| 1825                | - Erste öffentliche Eisenbahn: die Stockton and Darlington Railway - Erstmalige Herstellung von Aluminium durch den dänischen Naturwissenschaftler Hans Christian Ørsted |
| 1826                | Erstes Streichholz (John Walker) |
| 1831                | Michael Faraday, Joseph Henry und Hans Christian Ørsted entdecken unabhängig voneinander die elektromagnetische Induktion. |
| 1835                | Frühe elektromechanische Relais (Joseph Henry) |
| 1838                | Entdeckung des Prinzips der Brennstoffzelle (Christian Friedrich Schönbein) |
| 1840                | Elektrischer Fahrzeugantrieb (Johann Philipp Wagner) |
| 1843                | Erfindung des Holzschliffs für die Papierherstellung (Friedrich Gottlob Keller) |
| 1844                | Erfindung des Sicherheitsstreichholzes (Gustaf Erik Pasch) |
| 1849                | James B. Francis erfindet die Francis-Wasserturbine. |
| 1852                | Halbstarres Luftschiff |
| 1855                | Georg und Edvard Scheutz erhalten auf der Pariser Weltausstellung eine Goldmedaille für ihre unter Mitwirkung von Charles Babbage entwickelte und gebaute Differenzenmaschine. |
| 1860                | Durch Pasteurisierung werden milchhaltige Lebensmittel haltbarer (Louis Pasteur). |
| ab 1860             | Nicolaus August Otto, Christian Reithmann und Alphonse Beau de Rochas erhalten unabhängig voneinander Patente auf Verbrennungsmotoren. |
| 1861                | Erster funktionsfähiger Fernsprecher (Philipp Reis) |
| 1866                | - Entdeckung des dynamoelektrischen Prinzips (Werner von Siemens, Charles Wheatstone) - Erstes brauchbares Seekabel durch den Atlantik: Telegrafenverbindung zwischen Amerika und Europa |
| 1869                | Druckluftbremse (George Westinghouse) |
| 1876                | - Erfindung des Kühlschranks (Carl von Linde) - Alexander Graham Bell beantragt (wenige Stunden vor Elisha Gray) ein Patent für ein Telefon. |
| 1877                | Erfindung des Phonographen (Thomas Alva Edison) |
| 1878                | Émile Baudot, Charles Krum und Edward E. Kleinschmidt bauen einen Springschreiber mit einem binären 5-Impuls-Code und dem 5-Spur-Lochstreifen, der als Telegraphenalphabet CCITT Nr. 2 von Murray viele Jahrzehnte lang in der Fernschreibtechnik weltweit einheitlich verwendet wurde.                  |
| 1879                | - Erste praxistaugliche elektrische Lokomotive (Werner von Siemens in Berlin) - Glühlampe von Edison |
| 1880                | Entwicklung des Transformators durch Lucien Gaulard (Frankreich) und John Dixon Gibbs (England), 1881 vorgestellt in London, 1882 erfolgloser Patentantrag. 1885 reichen Károly Zipernowsky, Miksa Déri und Ottó Titusz Bláthy in Budapest einen erfolgreichen Patentantrag ein.                         |
| 1881                | Erste elektrische Straßenbahn der Welt von Werner von Siemens in Lichterfelde bei Berlin |
| 1882                | Erstes elektrisches Kraftwerk in New York durch Edison |
| 1884                | Erste Verwendung von Metallen der Seltenen Erden in Form vom Glühstrümpfen (Österreicher Carl Auer von Welsbach) |
| 1885                | George Westinghouse führt die Energieversorgung mit hochgespanntem Wechselstrom ein. |
| 1883                | Erfindung des elektrischen Teleskops mit Nipkow-Scheibe (Paul Nipkow) |
| 1886                | - Carl Benz erhält für seinen Benz Motorwagen Nummer 1 ein Patent. - Erstmalige Erzeugung und experimenteller Nachweis von elektromagnetischen Wellen (Radiowellen) durch Heinrich Hertz |
| 1887                | Erfindung der Schallplatte (Emil Berliner) |
| 1888                | Erste öffentliche Vorführung eines Stummfilms durch Louis Le Prince |
| 1890                | Erste elektrische U-Bahn in London (City and South London Railway) |
| 1891                | Erster sicherer, wiederholbarer Gleitflug (Otto Lilienthal) |
| 1891                | Erste Fernübertragung elektrischer Energie als Drehstrom mit Hochspannung zwischen Lauffen am Neckar und Frankfurt am Main. Dieses Verfahren ist auch heute noch das gebräuchlichste Verfahren der elektrischen Energieübertragung.                                                                      |
| 1893                | Der „US Railroad Safety Appliance Act“ verfügt die Verwendung von Druckluftbremsen für alle Eisenbahnen in den USA. |
| 1893                | Rudolf Diesel erfindet den Dieselmotor. |
| 1895                | Entdeckung der Röntgenstrahlung (Wilhelm Conrad Röntgen) |
| 1896                | Entdeckung der Radioaktivität (Antoine Henri Becquerel) |
| 1897                | Erfindung der Kathodenstrahlröhre (Ferdinand Braun) |
| 1901                | Erste transatlantische Funkübertragung durch Guglielmo Marconi |
| 1903                | Erster erfolgreicher gesteuerter Motorflug mit einem Schwerer-als-Luft-Flugzeug (Orville Wright und Wilbur Wright) |
| 1905                | Albert Einstein deutet den 1886 von Heinrich Hertz und Wilhelm Hallwachs entdeckten äußeren Photoeffekt durch Lichtteilchen (Photonen). Dies ist die Grundlage vieler optoelektronischer Bauelemente. |
| 1911                | Heike Kamerlingh Onnes entdeckt die Supraleitung. |
| 1913                | Fließbandfertigung zur Automobilmontage (Henry Ford) |
| 1921                | Erste öffentliche Aufführung eines Tonfilms durch Sven Berglund in Stockholm |
| 1931                | Erstes Elektronenmikroskop (Ernst Ruska) |
| 1935                | Vom Berliner Funkturm wird das erste reguläre Fernsehprogramm ausgestrahlt. |
| 1938                | Erste induzierte Kernspaltung des Urans (Otto Hahn und Fritz Straßmann) |
| 1939                | Erstflug des ersten mit einem Strahltriebwerk angetriebenen Flugzeugs (Heinkel He 178) |
| 1940                | Patentierung der Herstellung von Titan vom Luxemburger Metallurgen William Justin Kroll in den USA |
| 1941                | Fertigstellung des arbeitsfähigen Zuse Z3, dem ersten universell programmierbaren Digitalrechner (Konrad Zuse) |
| 1942                | Start einer A4-Rakete, die mit 85 km Höhe in Bereiche vorstößt, welche mit Ballonen und Flugzeugen nicht erreichbar sind |
| 1945                | Erste Zündung einer Atombombe (Trinity-Test) (USA) |
| 1946                | Fertigstellung des ersten arbeitsfähigen Röhrenrechners ENIAC von John Presper Eckert & John William Mauchly an der Moore School der University of Pennsylvania |
| 1947                | Dennis Gabor erfindet die Holografie |
| 1948                | Erfindung des Transistors (William B. Shockley, John Bardeen und Walter Brattain) |
| 1948                | Aufbauend auf Ideen von Isidor Isaac Rabi wird m National Bureau of Standards (NBS) in den Vereinigten Staaten von Harold Lyons die erste Atomuhr realisiert. |
| 1950                | Erster erschwinglicher programmierbarer Heimcomputer (Simon) |
| 1952                | Erste Zündung einer Wasserstoffbombe (USA) |
| 1954                | Erstes Kernkraftwerk zur Stromerzeugung in Obninsk bei Moskau (Leistung 5 MW) |
| 1957                | Start des ersten künstlichen Erdsatelliten Sputnik 1 (UdSSR) |
| 1958                | Entwicklung des ersten Integrierten Schaltkreis (Jack Kilby) |
| 1959                | - Erster Aufschlag eines Flugkörpers auf dem Mond mit der unbemannten Sonde Lunik 2 (UdSSR), dabei erstmals zahlreiche physikalische Messungen von Monddaten - Erste Mondumrundung und erstes Foto der Mondrückseite mittels Lunik 3 (UdSSR)                                                             |
| 1960                | Fertigstellung des ersten Lasers durch Theodore Maiman |
| 1961                | Start und Flug des ersten Menschen in den Weltraum sowie erste Erdumrundung durch Juri Gagarin (UdSSR) |
| 1963                | Erfindung der Digitalkamera durch David Paul Gregg an der Stanford University |
| 1968                | Durch die Herstellung der ersten Netzwerkverbindung zwischen zwei Computern im Arpanet wird der Grundstein für das spätere Internet gelegt. Erstflug des ersten Überschallfähigen Passagierflugzeug der Tupolew Tu-144.                                                                                  |
| 1969                | - Erste bemannte Mondlandung mit Apollo 11 (USA) - Erstflug der Mach 2,23 (2405kmh) erreichenden Concorde. - Godfrey Hounsfield realisiert den ersten Computertomografen. Vorher hatte schon Allan M Cormack seine Ideen zur Computertomografie veröffentlicht. Beide arbeiteten unabhängig voneinander. |
| 1970                | - Erste gesteuerte Kernfusion mit Tokamak 3 in der Sowjetunion - Entwicklung der ersten Mikroprozessoren (Intel, Texas Instruments) - Erster Taschenrechner |
| 1971                | Versendung der ersten E-Mail in Cambridge, USA durch Ray Tomlinson |
| 1972                | Start des ersten Raumflugkörpers, der das Sonnensystem verlässt (Pioneer 10) |
| 1974                | - In RFC 675 wird das grundlegende Protokoll TCP für das Internet spezifiziert und dieser Begriff das erste Mal schriftlich erwähnt. - Der HP-65 wird als der erste programmierbare Taschenrechner von Hewlett-Packard gebaut.                                                                           |
| 1976                | Bau des ersten Personal Computer mit schreibmaschinenähnlicher Tastatur und Bildschirm (Steve Wozniak) |
| 1977                | - Der erste komplett zusammengebaut erhältliche Mikrocomputer, der PET 2001, wird vorgestellt (Commodore International). - Sharp stellt den PC-1210 als ersten universellen Taschencomputer vor (Programmiersprache BASIC).                                                                              |
| 1979                | Der Prototyp der ersten Chipkarte wird entwickelt (Giesecke+Devrient, Helmut Gröttrup, Roland Moreno). |
| 1979                | Die Compact Disc (CD) als digitaler Audiospeicher wird vorgestellt (Sony & Philips). |
| 1981                | Vorstellung des ersten IBM-PC 5150 |
| 1984                | Mit dem Organiser I stellt Psion den ersten Vorläufer des PDA vor. |
| 1988                | Das selbstduplizierende Programm worm verbreitet sich durch einen Programmierfehler schneller als erwartet und legt als erster Computerwurm das Internet mehrere Tage lahm. |
| 1991                | - Offizieller Start des World Wide Web durch einen Usenet-Beitrag von Tim Berners-Lee - Inbetriebnahme der ersten weltweiten, digitalen Mobilfunknetze (Global System for Mobile Communications) |
| 1993                | Mit der Vorstellung des Newton MessagePad 100, mit Stiftbedienung und Handschrifterkennung, definiert Apple den Begriff PDA. |
| 1993/1995           | Offizielle Inbetriebnahmen der globalen Navigationssatellitensysteme GLONASS (praktisch ca. 15 Jahre nicht nutzbar) und GPS |
| 1995                | Die DVD als digitaler Videospeicher wird vorgestellt. |
| 1999                | Mit dem Palm VII, dem ersten PDA mit eingebautem Mobilfunkmodem, beginnt das Zeitalter der Mobilen Endgeräte. |
| 2002                | Die Blu-ray Disc wird als verbessertes Datenspeichermedium vorgestellt. |
| 2010                | Der erste kommerziell erfolgreiche Tabletcomputer wird von Apple vorgestellt. |